# Berenguer III de Queralt
Berenguer III de Queralt (ca. 1175-1251) va ser baró de Queralt, fill de Sibília de Queralt i Galceran de Sales. Va casar-se amb Elissendis de Cervelló.
La primera referència en la qual apareix confirmar és el conveni de respecte mutu que firma, juntament amb Sibília de Queralt, amb Bernat de Romaniano (17 de març de 1186). L’11 de maig de 1192, mare i fill fan donació del cens i senyoriu de totes les cases i horts que els Queralt tenien al raval de Barcelona, rebuts en herència de Berenguer I de Queralt.
Quatre anys més tard, constant encara com a menor d’edat, Berenguer fa donació de masos al monestir de Ripoll (17 de març de 1196). Poques setmanes més tard, el 12 d’abril, Sibília el nomena hereu principal, en un testament dictat possiblement poc abans de morir. Possiblement, la seva mare ja estava morta el 14 de gener de 1197, quan la família Timor empenyora Figuerola a l’Orde del Temple, en recompensa de les possibles reclamacions que Berenguer fes sobre els béns atorgats per Gombau d’Oluja als templers.
La situació econòmica de Berenguer devia ser dolenta, atès que tots els documents coneguts sobre ell fan referència a cessions o vendes. En registres de 1200, 1208 i 1219, es compromet a reconèixer donacions que la seva mare Sibília, i el seu avi Berenguer, havien fet al monestir de Ripoll, on tria sepultura.
Atesos els deutes contrets per Pere I el Catòlic amb Pere de Torroella, el monarca li penyora el castell i la vila de Gurb, dels quals era feudatari Berenguer (30 de maig de 1203). Passat just un lustre, el mateix Berenguer penyora el castell de Gurb a l'esmentat Torroella per 23.000 sous barcelonesos (29 de maig de 1208).
Finalment, Berenguer també fa cessions a membres de la seva família. Així, el 8 d’octubre de 1209, ven el castell de Font-rubí, que teniu en feu pels comtes de Barcelona, a la seva esposa Elissendis, en compliment dels capítols matrimonials- Pocs dies abans, el 21 de setembre, la parella havia retornat el castell de Sallent a Pere el Catòlic per així liquidar el deute que tenia Ermessendis de 21.000 sous.
El 20 de desembre de 1213, ven el castell de Queralt a Arnau de Timor, un parent llunyà. S'ignorà en quina data Berenguer n’havia recuperat el Senyoriu, atès que pertanyia als templers des de principis de 1197.
Segons Armand de Fluvià va morir vers 1227. Les referències documentals sobre Berenguer de Queralt durant la dècada dels quaranta i principis dels cinquanta s'han d’atribuir a un altre membre de la família.